# Kasper Elyan
Kasper Elyan, znany też jako Elian lub  Helian (ur. ok. 1435 r. w Głogowie, zm. 1486 r.) – kanonik kapituły katedralnej we Wrocławiu, pierwszy drukarz polski, który 35 lat po wynalezieniu druku przez Jana Gutenberga jako pierwszy wydrukował tekst w języku polskim.

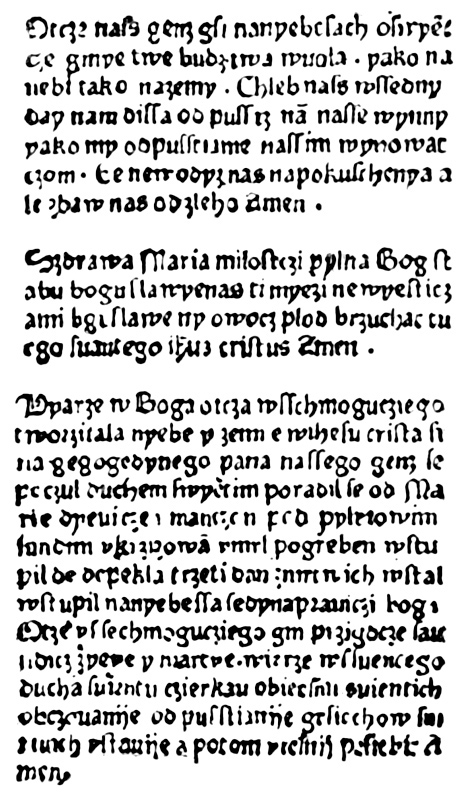
"Ojcze nasz" wśród innych modlitw wydrukowanych po polsku w 1475 roku. Ilustracja z Encyklopedii staropolskiej Zygmunta Glogera

Urodził się w rodzinie mieszczańskiej w Głogowie ok. 1435 roku. Jego ojciec był rzemieślnikiem, a dziad Marcin pochodził spod głogowskich Polkowic. Posiadał również dwoje rodzeństwa: siostrę oraz młodszego brata Ambrożego.

## Wykształcenie
Wykształcenie w zakresie sztuk wyzwolonych i prawa kanonicznego zdobył na studiach w Lipsku, Krakowie i Erfurcie. W spisie słuchaczy uniwersytetu w Lipsku z 1451 roku immatrykulowany był wśród nacji polskiej, o czym świadczy zapis natione Polonus umieszczony przy jego nazwisku. W 1455 został bakałarzem. W roku 1461 immatrykulował się w Krakowie, a w kilka lat później wstąpił na wydział prawa w Erfurcie. Prawdopodobnie po ukończeniu studiów udał się do Kolonii, gdzie nauczył się drukarstwa.

## Drukarnia Świętokrzyska
W 1470 r. wrócił do kraju. Przy finansowej pomocy kapituły wrocławskiej założył drukarnię we Wrocławiu, która zaczęła działać od 1475 roku. Już w tym roku wyszły spod prasy pierwsze dwa druki religijne. Główną tematyką produkcji oficyny Elyanowej były dzieła o treści kościelnej, przeznaczone do użytku duchowieństwa, jak dzieła Tomasza z Akwinu, Jana Gersona i in., oprócz jednego tylko utworu świeckiego, mianowicie Fadecji Poggia (Facetiarum liber, Joannes Poggius, 1482 r.).
Oficyna była prowadzona do 1482 r. W tym czasie z ramienia biskupa wrocławskiego, Elyan przedsięwziął podróż do Rzymu, gdzie bawił trzy lata. Wracając do kraju, zmarł, prawdopodobnie w drodze.
Przed wyjazdem do Rzymu Elyan oddał drukarnię w depozyt mieszczaninowi Janowi Klugemu. Dalszych informacji o tłoczni Elyana po 1483 r. nie ma.